# Llista de monuments del Masnou
Llista de monuments del Masnou inclosos en l'Inventari del Patrimoni Arquitectònic Català per al municipi del Masnou (Maresme). Inclou els inscrits en el Registre de Béns Culturals d'Interès Nacional (BCIN) amb la classificació de monuments històrics, els Béns Culturals d'Interès Local (BCIL) de caràcter immoble i la resta de béns arquitectònics integrants del patrimoni cultural català.
| Monument                                                                        | Protecció    | Estil/època                                                              | Localització                                                              | Coordenades                                           | Codi?     | Imatge |
| ------------------------------------------------------------------------------- | ------------ | ------------------------------------------------------------------------ | ------------------------------------------------------------------------- | ----------------------------------------------------- | --------- | --- |
| Creu de terme del Masnou                                                        | BCIN 4140-MH | Gòtic XVI                                                                | El Masnou Av. Joan XXIII, 100                                             | 41° 29′ 07″ N, 2° 18′ 38″ E / 41.485398°N,2.310622°E  | IPA-39990 | Creu de terme (el Masnou) · Vegeu més fotos d'aquest monument · Carregueu una nova foto d'aquest monument                                    |
| Ajuntament, Casa de la Vila                                                     | BCIL 1985    | Neoclassicisme-romàntic Miquel Garriga i Roca 1844                       | El Masnou Pg. Prat de la Riba, 1                                          | 41° 28′ 45″ N, 2° 19′ 09″ E / 41.479239°N,2.319043°E  | IPA-8580  | Ajuntament (el Masnou) · Vegeu més fotos d'aquest monument · Carregueu una nova foto d'aquest monument                                       |
| Mas Antic                                                                       | BCIL 1985    | Obra popular, gòtic tardà XVIII                                          | El Masnou C. Camil Fabra, 45                                              | 41° 28′ 28″ N, 2° 18′ 01″ E / 41.474316°N,2.300316°E  | IPA-8581  | Mas Antic (el Masnou) · Vegeu més fotos d'aquest monument · Carregueu una nova foto d'aquest monument                                        |
| Can Malet                                                                       | BCIL 1985    | Neoclassicisme XVIII                                                     | El Masnou Ptge. Marià Rossell, 11                                         | 41° 28′ 47″ N, 2° 19′ 09″ E / 41.479762°N,2.319254°E  | IPA-8583  | Can Malet (el Masnou) · Vegeu més fotos d'aquest monument · Carregueu una nova foto d'aquest monument                                        |
| Edifici de la Cooperativa                                                       |              | Eclecticisme XX                                                          | El Masnou C. Mossèn Jacint Verdaguer, 25 - c. Torrent Humbert, 1          | 41° 28′ 39″ N, 2° 18′ 39″ E / 41.477442°N,2.310834°E  | IPA-8586  | Edifici de la Cooperativa (el Masnou) · Vegeu més fotos d'aquest monument · Carregueu una nova foto d'aquest monument                        |
| Bon Repòs                                                                       |              | Noucentisme Bonaventura Bassegoda i Musté XX (1927)                      | El Masnou C. Sant Miquel, 38                                              | 41° 28′ 52″ N, 2° 18′ 59″ E / 41.480997°N,2.316366°E  | IPA-8587  | Bon Repòs (el Masnou) · Vegeu més fotos d'aquest monument · Carregueu una nova foto d'aquest monument                                        |
| Casa de Bonaventura Bassegoda i Amigó                                           |              | Modernisme, eclecticisme Bonaventura Bassegoda i Amigó XX (1909)         | El Masnou C. Sant Felip, 105                                              | 41° 28′ 52″ N, 2° 19′ 22″ E / 41.481035°N,2.322702°E  | IPA-8588  | Casa de Bonaventura Bassegoda i Amigó (el Masnou) · Vegeu més fotos d'aquest monument · Carregueu una nova foto d'aquest monument            |
| Habitatge a l'avinguda de Cusí i Furtunet, 40                                   |              | Noucentisme XX (1950)                                                    | El Masnou Av. de Cusí i Furtunet, 40                                      | 41° 29′ 03″ N, 2° 19′ 13″ E / 41.484299°N,2.320260°E  | IPA-8589  | Habitatge a l'avinguda de Cusí i Furtunet, 40 (el Masnou) · Vegeu més fotos d'aquest monument · Carregueu una nova foto d'aquest monument    |
| Can Papí                                                                        |              | Eclecticisme, noucentisme Josep Goday i Casals XIX Final                 | El Masnou C. Mestres Villà, 43                                            | 41° 28′ 51″ N, 2° 19′ 14″ E / 41.480850°N,2.32044°E   | IPA-8590  | Can Papí (el Masnou) · Vegeu més fotos d'aquest monument · Carregueu una nova foto d'aquest monument                                         |
| Mirador de l'Església                                                           |              | Obra popular XX Mitjan                                                   | El Masnou Pl. de l'Església                                               | 41° 28′ 45″ N, 2° 18′ 58″ E / 41.479078°N,2.316218°E  | IPA-8591  | Mirador de la plaça de l'Església (el Masnou) · Vegeu més fotos d'aquest monument · Carregueu una nova foto d'aquest monument                |
| Habitatge al carrer Barcelona 53, Can Sanahuja, Casa Eulàlia Matas              | BCIL 1985    | Modernisme Domènec Boada i Piera XX (1900)                               | El Masnou C. Barcelona, 53                                                | 41° 28′ 41″ N, 2° 18′ 51″ E / 41.478092°N,2.314049°E  | IPA-8592  | Can Sanahuja (el Masnou) · Vegeu més fotos d'aquest monument · Carregueu una nova foto d'aquest monument                                     |
| Carrer del Doctor Jaume Curell, carrer amb jardins frontals                     | BCIL 1985    | Obra popular XIX                                                         | El Masnou C. Doctor Curell                                                | 41° 28′ 42″ N, 2° 18′ 50″ E / 41.478331°N,2.313907°E  | IPA-8593  | Carrer del Doctor Jaume Curell (el Masnou) · Vegeu més fotos d'aquest monument · Carregueu una nova foto d'aquest monument                   |
| Casa a la plaça de la Llibertat, Floristeria Puig, ara Serviat Viatges          | BCIL 1985    | Modernisme Bonaventura Bassegoda i Amigó XX (1908)                       | El Masnou Pl. de la Llibertat, 5                                          | 41° 28′ 45″ N, 2° 19′ 05″ E / 41.479198°N,2.318193°E  | IPA-8594  | Floristeria Puig (el Masnou) · Vegeu més fotos d'aquest monument · Carregueu una nova foto d'aquest monument                                 |
| Torre Fontanills, Can Fontanills, Alberg Josep M. Batista i Roca                |              | Noucentisme Pere-Jordi Bassegoda i Musté 1922                            | El Masnou Av. de Cusí i Furtunet, 48-52                                   | 41° 29′ 07″ N, 2° 19′ 18″ E / 41.485162°N,2.321533°E  | IPA-8595  | Torre Fontanills (el Masnou) · Vegeu més fotos d'aquest monument · Carregueu una nova foto d'aquest monument                                 |
| Col·legi de la Immaculada de les Escoles Pies                                   |              | Eclecticisme XX Inici                                                    | El Masnou C. Jaume I, 1-5                                                 | 41° 28′ 52″ N, 2° 19′ 09″ E / 41.480997°N,2.319265°E  | IPA-8597  | Col·legi de la Immaculada de les Escoles Pies (el Masnou) · Vegeu més fotos d'aquest monument · Carregueu una nova foto d'aquest monument    |
| Cal Sastret, la Torreta, Vil·la Anita                                           | BCIL 1985    | Noucentisme XX Inici                                                     | El Masnou Camí del Mig, 8                                                 | 41° 29′ 12″ N, 2° 19′ 53″ E / 41.486616°N,2.331388°E  | IPA-8598  | Cal Sastret (el Masnou) · Vegeu més fotos d'aquest monument · Carregueu una nova foto d'aquest monument                                      |
| Casa de Cultura, Casa del Marquès de la Manguera, Casa Sensat-Pagès             | BCIL 1985    | Eclecticisme Pere Andreu XX (1900)                                       | El Masnou Pg. Prat de la Riba, 16                                         | 41° 28′ 46″ N, 2° 19′ 14″ E / 41.479431°N,2.320483°E  | IPA-8599  | Casa de Cultura (el Masnou) · Vegeu més fotos d'aquest monument · Carregueu una nova foto d'aquest monument                                  |
| Església parroquial de Sant Pere                                                | BCIL 1985    | Obra popular Miquel Garriga i Roca XIX Mitjan                            | El Masnou Pl. de l'Església                                               | 41° 28′ 46″ N, 2° 18′ 58″ E / 41.479447°N,2.316239°E  | IPA-8600  | Església parroquial de Sant Pere (el Masnou) · Vegeu més fotos d'aquest monument · Carregueu una nova foto d'aquest monument                 |
| Església de Maricel                                                             |              | Darreres tendències XX (1983)                                            | El Masnou C. Almeria, 20                                                  | 41° 29′ 12″ N, 2° 18′ 25″ E / 41.486580°N,2.30706°E   | IPA-8601  | Església de Maricel (el Masnou) · Vegeu més fotos d'aquest monument · Carregueu una nova foto d'aquest monument                              |
| Col·legi Nacional Mixt Ocata                                                    | BCIL 1985    | Noucentisme Bonaventura Bassegoda i Amigó XX                             | El Masnou Pg. de Roman Fabra, 1-3                                         | 41° 28′ 48″ N, 2° 18′ 58″ E / 41.480032°N,2.316184°E  | IPA-8606  | Col·legi Nacional Mixte Ocata (el Masnou) · Vegeu més fotos d'aquest monument · Carregueu una nova foto d'aquest monument                    |
| Can Genové                                                                      | BCIL 1985    | Eclecticisme Gaietà Buïgas i Monravà XIX (1880)                          | El Masnou C. Joan XXIII, 16                                               | 41° 28′ 46″ N, 2° 18′ 47″ E / 41.479365°N,2.312958°E  | IPA-8607  | Can Genové (el Masnou) · Vegeu més fotos d'aquest monument · Carregueu una nova foto d'aquest monument                                       |
| Habitatge a l'avinguda de Cusí i Furtunet 38, Can Cots                          |              | Racionalisme XX (1934)                                                   | El Masnou Av. de Cusí i Furtunet, 38                                      | 41° 29′ 03″ N, 2° 19′ 13″ E / 41.484029°N,2.3203°E    | IPA-8608  | Can Cots (el Masnou) · Vegeu més fotos d'aquest monument · Carregueu una nova foto d'aquest monument                                         |
| Casa Benèfica                                                                   | BCIL 1985    | Historicisme, eclecticisme Gaietà Buïgas i Monravà XIX                   | El Masnou C. Buenos Aires - c. Rector Pineda, 12                          | 41° 28′ 47″ N, 2° 18′ 55″ E / 41.479848°N,2.315408°E  | IPA-8612  | Casa Benèfica (el Masnou) · Vegeu més fotos d'aquest monument · Carregueu una nova foto d'aquest monument                                    |
| El Castellet, Ca l'Aymà                                                         | BCIL 1985    | Modernisme Roc Cot i Cot XX Inici (1907)                                 | El Masnou C. Camil Fabra, 21                                              | 41° 28′ 34″ N, 2° 18′ 21″ E / 41.476071°N,2.305866°E  | IPA-8613  | El Castellet (el Masnou) · Vegeu més fotos d'aquest monument · Carregueu una nova foto d'aquest monument                                     |
| Casa de la plaça d'Ocata                                                        | BCIL 1985    | Noucentisme XX Inici                                                     | El Masnou C. Jaume I, 78-80 - pl. d'Ocata, 9-10                           | 41° 28′ 53″ N, 2° 19′ 20″ E / 41.481428°N,2.322183°E  | IPA-8614  | Casa a la plaça d'Ocata (el Masnou) · Vegeu més fotos d'aquest monument · Carregueu una nova foto d'aquest monument                          |
| Can Patatetes                                                                   | BCIL 1985    | Modernisme Gaietà Buïgas i Monravà XIX Final                             | El Masnou Pl. Catalunya, 13                                               | 41° 28′ 49″ N, 2° 19′ 03″ E / 41.480238°N,2.317428°E  | IPA-8615  | Can Patatetes (el Masnou) · Vegeu més fotos d'aquest monument · Carregueu una nova foto d'aquest monument                                    |
| Habitatge al carrer Sant Felip 61, Can Framis, Casa Salvador Millet             | BCIL 1985    | Modernisme Enric Fatjó XX                                                | El Masnou C. Sant Felip, 61                                               | 41° 28′ 51″ N, 2° 19′ 17″ E / 41.480703°N,2.321352°E  | IPA-8616  | Can Framis (el Masnou) · Vegeu més fotos d'aquest monument · Carregueu una nova foto d'aquest monument                                       |
| Can Targa                                                                       | BCIL 1985    | Obra popular XVI                                                         | El Masnou C. Camil i Fabra, 15                                            | 41° 28′ 34″ N, 2° 18′ 23″ E / 41.476091°N,2.306309°E  | IPA-8617  | Can Targa (el Masnou) · Vegeu més fotos d'aquest monument · Carregueu una nova foto d'aquest monument                                        |
| Casa del carrer Lluís Millet, 37                                                | BCIL 1985    | Noucentisme XX Inici                                                     | El Masnou C. Lluís Millet, 37                                             | 41° 28′ 46″ N, 2° 18′ 56″ E / 41.479408°N,2.31564°E   | IPA-8618  | Casa al carrer Lluís Millet, 37 (el Masnou) · Vegeu més fotos d'aquest monument · Carregueu una nova foto d'aquest monument                  |
| Cal Senyor, Casa Pere Maristany                                                 | BCIL 1985    | Modernisme Manuel Sabater i Juli Maria Fossas i Martínez XX Inici (1911) | El Masnou Pg. Prat de la Riba, 72                                         | 41° 28′ 49″ N, 2° 19′ 27″ E / 41.480386°N,2.324194°E  | IPA-8619  | Cal Senyor (el Masnou) · Vegeu més fotos d'aquest monument · Carregueu una nova foto d'aquest monument                                       |
| Prototipus de casa del Masnou                                                   |              | Obra popular XIX Final                                                   | El Masnou                                                                 | 41° 28′ 51″ N, 2° 19′ 15″ E / 41.48084°N,2.32094°E    | IPA-8621  | Prototipus de casa del Masnou · Vegeu més fotos d'aquest monument · Carregueu una nova foto d'aquest monument                                |
| Can Xala                                                                        | BCIL 1985    | Historicisme XX Inici                                                    | El Masnou C. Mossèn Cinto Verdaguer, 51                                   | 41° 28′ 38″ N, 2° 18′ 32″ E / 41.477188°N,2.308980°E  | IPA-8623  | Can Xala (el Masnou) · Vegeu més fotos d'aquest monument · Carregueu una nova foto d'aquest monument                                         |
| Can Teixidor                                                                    | BCIL 1985    | Gòtic tardà, obra popular XVI, XIX                                       | El Masnou C. Camil Fabra, 28                                              | 41° 28′ 30″ N, 2° 18′ 09″ E / 41.475095°N,2.302367°E  | IPA-8624  | Can Teixidor (el Masnou) · Vegeu més fotos d'aquest monument · Carregueu una nova foto d'aquest monument                                     |
| Casa del Marquès del Masnou                                                     | BCIL 1985    | Noucentisme Salvador Vinyals i Sabaté XX                                 | El Masnou Pg. de Joan Carles I, urbanització Bell Resguard                | 41° 28′ 41″ N, 2° 18′ 15″ E / 41.478088°N,2.304288°E  | IPA-8625  | Casa del Marquès del Masnou · Vegeu més fotos d'aquest monument · Carregueu una nova foto d'aquest monument                                  |
| Casino, Can Fontanills                                                          | BCIL 1985    | Modernisme, eclecticisme Bonaventura Bassegoda i Amigó XX Inici          | El Masnou C. Barcelona, 1                                                 | 41° 28′ 45″ N, 2° 19′ 07″ E / 41.479255°N,2.318732°E  | IPA-8627  | Casino (el Masnou) · Vegeu més fotos d'aquest monument · Carregueu una nova foto d'aquest monument                                           |
| Vil·la Mariel, Can Guix                                                         | BCIL 1985    | Noucentisme Enric Móra i Gosch XX (1928)                                 | El Masnou C. Ciutat Vila Jardí, 17                                        | 41° 29′ 04″ N, 2° 19′ 18″ E / 41.48446°N,2.321540°E   | IPA-8631  | Vil·la Mariel (el Masnou) · Vegeu més fotos d'aquest monument · Carregueu una nova foto d'aquest monument                                    |
| Monument a la Sardana                                                           |              | Darreres tendències Martí Igual XX (1975)                                | El Masnou C. Navarra, 1                                                   | 41° 28′ 55″ N, 2° 19′ 08″ E / 41.481850°N,2.318970°E  | IPA-8632  | Monument a la Sardana (el Masnou) · Vegeu més fotos d'aquest monument · Carregueu una nova foto d'aquest monument                            |
| Can Guarino, Torre Villamar                                                     | BCIL 1985    | Noucentisme Enric Sagnier i Villavecchia XX Inici                        | El Masnou Av. Cusí i Furtunet, 30                                         | 41° 28′ 58″ N, 2° 19′ 14″ E / 41.482787°N,2.320456°E  | IPA-8633  | Can Guarino (el Masnou) · Vegeu més fotos d'aquest monument · Carregueu una nova foto d'aquest monument                                      |
| Casa al carrer Adra, 37-39                                                      |              | Noucentisme XX Inici                                                     | El Masnou C. Adra, 37-39                                                  | 41° 28′ 48″ N, 2° 19′ 20″ E / 41.480041°N,2.322125°E  | IPA-8661  | Casa al carrer Adra, 37-39 (el Masnou) · Vegeu més fotos d'aquest monument · Carregueu una nova foto d'aquest monument                       |
| Fàbrica de Llanes, Ca n'Humet                                                   |              | Noucentisme Francesc Guàrdia i Vial XX Inici (1918)                      | El Masnou C. Fontanills, 79                                               | 41° 28′ 56″ N, 2° 19′ 22″ E / 41.4822423°N,2.322797°E | IPA-8662  | Fàbrica de Llanes (el Masnou) · Vegeu més fotos d'aquest monument · Carregueu una nova foto d'aquest monument                                |
| Fàbrica de fils El Pino                                                         |              | Obra popular XX                                                          | El Masnou C. Joan Roig, 1                                                 | 41° 28′ 47″ N, 2° 19′ 03″ E / 41.479806°N,2.317480°E  | IPA-8663  | Antiga fàbrica de fils El Pino (el Masnou) · Vegeu més fotos d'aquest monument · Carregueu una nova foto d'aquest monument                   |
| Casa carrer Adra, finestres gòtiques                                            |              | Gòtic XVI                                                                | El Masnou C. Adra, 35                                                     | 41° 28′ 48″ N, 2° 19′ 19″ E / 41.480031°N,2.322029°E  | IPA-8665  | Finestres gòtiques de la casa al carrer Adra, 35 (el Masnou) · Vegeu més fotos d'aquest monument · Carregueu una nova foto d'aquest monument |
| Casa al carrer Jaume I, 15                                                      | BCIL 1985    | Eclecticisme XIX                                                         | El Masnou C. Jaume I, 15                                                  | 41° 28′ 52″ N, 2° 19′ 13″ E / 41.48106°N,2.320191°E   | IPA-35233 | Casa al carrer Jaume I, 15 (el Masnou) · Vegeu més fotos d'aquest monument · Carregueu una nova foto d'aquest monument                       |
| Xalet a la carretera de Teià, 38                                                | BCIL 1985    | XX                                                                       | El Masnou Av. Cusí i Furtunet, 30                                         | 41° 29′ 00″ N, 2° 19′ 12″ E / 41.483463°N,2.32004°E   | IPA-35234 | Xalet a l'avinguda Cusí i Furtunet, 30 (el Masnou) · Carregueu una nova foto d'aquest monument                                               |
| Jardí Comte d'Avern                                                             | BCIL 1985    |                                                                          | El Masnou C. Miquel Biada, 10                                             | 41° 28′ 39″ N, 2° 18′ 31″ E / 41.47739°N,2.30849°E    | IPA-35238 | Jardí Comte d'Avern (el Masnou) · Vegeu més fotos d'aquest monument · Carregueu una nova foto d'aquest monument                              |
| Edifici al carrer Mossèn Cinto, 46 i patis                                      | BCIL 1985    | XIX                                                                      | El Masnou C. Mossèn Cinto, 46                                             | 41° 28′ 37″ N, 2° 18′ 34″ E / 41.476937°N,2.309398°E  | IPA-35239 | Edifici al carrer Mossèn Cinto, 46 (el Masnou) · Vegeu més fotos d'aquest monument · Carregueu una nova foto d'aquest monument               |
| Casa al carrer Jaume I, 29                                                      | BCIL 1985    | Eclecticisme XIX                                                         | El Masnou C. Jaume I, 29                                                  | 41° 28′ 52″ N, 2° 19′ 15″ E / 41.481241°N,2.320851°E  | IPA-35246 | Casa al carrer Jaume I, 29 (el Masnou) · Vegeu més fotos d'aquest monument · Carregueu una nova foto d'aquest monument                       |
| Carrer Lluís Millet                                                             | BCIL 1985    | XIX                                                                      | El Masnou C. Lluís Millet                                                 | 41° 28′ 45″ N, 2° 18′ 52″ E / 41.479163°N,2.314342°E  | IPA-35248 | Carrer de Lluís Millet (el Masnou) · Vegeu més fotos d'aquest monument · Carregueu una nova foto d'aquest monument                           |
| Casa al carrer Lluís Millet, 44                                                 | BCIL 1985    | XIX                                                                      | El Masnou C. Lluís Millet, 44                                             | 41° 28′ 46″ N, 2° 18′ 54″ E / 41.479352°N,2.315048°E  | IPA-35250 | Casa al carrer Lluís Millet, 44 (el Masnou) · Vegeu més fotos d'aquest monument · Carregueu una nova foto d'aquest monument                  |
| Casa al carrer Mestres Villà, 27                                                | BCIL 1985    | Eclecticisme XIX                                                         | El Masnou C. Mestres Villà, 27                                            | 41° 28′ 50″ N, 2° 19′ 12″ E / 41.480628°N,2.319962°E  | IPA-35253 | Casa al carrer Mestres Villà, 27 (el Masnou) · Vegeu més fotos d'aquest monument · Carregueu una nova foto d'aquest monument                 |
| Carrer Mestres Villà                                                            | BCIL 1985    | XIX                                                                      | El Masnou C. Mestres Villà                                                | 41° 28′ 52″ N, 2° 19′ 20″ E / 41.48112°N,2.322133°E   | IPA-35254 | Carrer Mestres Villà (el Masnou) · Vegeu més fotos d'aquest monument · Carregueu una nova foto d'aquest monument                             |
| Carrer Sant Felip                                                               | BCIL 1985    |                                                                          | El Masnou C. Sant Felip, tot el carrer                                    | 41° 28′ 52″ N, 2° 19′ 21″ E / 41.481042°N,2.322414°E  | IPA-35258 | Carrer Sant Felip (el Masnou) · Vegeu més fotos d'aquest monument · Carregueu una nova foto d'aquest monument                                |
| Avinguda Mare de Déu del Carme                                                  | BCIL 1985    | Obra popular                                                             | El Masnou Av. Mare de Déu del Carme                                       | 41° 28′ 44″ N, 2° 18′ 53″ E / 41.47885°N,2.31468°E    | IPA-35260 | Avinguda Mare de Déu del Carme (el Masnou) · Modifica el valor a Wikidata · Carregueu una nova foto d'aquest monument                        |
| Laboratoris Cusí, Laboratoris Alconi Cusí, Laboratoris del Nord d’Espanya       | BCIL 1985    | Contemporani, Noucentisme Ricard Giralt i Casadesús XX                   | El Masnou C. Camil Fabra, 58                                              | 41° 28′ 29″ N, 2° 17′ 48″ E / 41.474592°N,2.296732°E  | IPA-35261 | Laboratoris Cusí (el Masnou) · Vegeu més fotos d'aquest monument · Carregueu una nova foto d'aquest monument                                 |
| Carrer Rafael de Casanova                                                       | BCIL 1985    | Obra popular XX                                                          | El Masnou C. Rafael de Casanova                                           | 41° 28′ 41″ N, 2° 18′ 42″ E / 41.478153°N,2.311726°E  | IPA-35262 | Carrer Rafael de Casanova (el Masnou) · Vegeu més fotos d'aquest monument · Carregueu una nova foto d'aquest monument                        |
| Carrer Sant Pere                                                                | BCIL 1985    |                                                                          | El Masnou C. Sant Pere, tot el carrer                                     | 41° 28′ 44″ N, 2° 18′ 53″ E / 41.478778°N,2.31462°E   | IPA-35264 | Carrer Sant Pere (el Masnou) · Vegeu més fotos d'aquest monument · Carregueu una nova foto d'aquest monument                                 |
| Ca l'Indià, Casa de Joan Bertran i Millet                                       |              | Noucentisme Bonaventura Bassegoda i Amigó 1921                           | El Masnou Pl. Jaume Bertran Estapé, 1                                     | 41° 28′ 46″ N, 2° 19′ 05″ E / 41.47945°N,2.31793°E    | IPA-35270 | Ca l'Indià (el Masnou) · Vegeu més fotos d'aquest monument · Carregueu una nova foto d'aquest monument                                       |
| Carrer Pere Grau                                                                | BCIL 1985    | XIX                                                                      | El Masnou C. Pere Grau                                                    | 41° 28′ 50″ N, 2° 19′ 21″ E / 41.480435°N,2.322382°E  | IPA-35277 | Carrer de Pere Grau (el Masnou) · Vegeu més fotos d'aquest monument · Carregueu una nova foto d'aquest monument                              |
| Cal Lluís - Pati del carrer Prat de la Riba, 93                                 | BCIL 1985    | XIX                                                                      | El Masnou Pg. de Prat de la Riba, 93                                      | 41° 28′ 51″ N, 2° 19′ 34″ E / 41.480703°N,2.326039°E  | IPA-35281 | Pati de Cal Lluís (el Masnou) · Vegeu més fotos d'aquest monument · Carregueu una nova foto d'aquest monument                                |
| Can Bori                                                                        | BCIL 1985    | XIX                                                                      | El Masnou C. Lluís Millet, 140-142 - Primer de Maig                       | 41° 28′ 43″ N, 2° 18′ 41″ E / 41.478591°N,2.311496°E  | IPA-35290 | Can Bori (el Masnou) · Vegeu més fotos d'aquest monument · Carregueu una nova foto d'aquest monument                                         |
| Casa carrer Mestres Villà, 19                                                   | BCIL 1985    | Eclecticisme XIX                                                         | El Masnou C. Mestres Villà, 19                                            | 41° 28′ 50″ N, 2° 19′ 11″ E / 41.480544°N,2.319605°E  | IPA-35295 | Casa al carrer Mestres Villà, 19 (el Masnou) · Vegeu més fotos d'aquest monument · Carregueu una nova foto d'aquest monument                 |
| Casa del carrer Barcelona, 17                                                   | BCIL 1985    | Eclecticisme XIX                                                         | El Masnou C. Barcelona, 17                                                | 41° 28′ 43″ N, 2° 19′ 01″ E / 41.47862°N,2.31693°E    | IPA-35296 | Casa al carrer Barcelona, 17 (el Masnou) · Modifica el valor a Wikidata · Carregueu una nova foto d'aquest monument                          |
| Casa del carrer Prat de la Riba, 13 i 14                                        | BCIL 1985    | XIX                                                                      | El Masnou Pg. de Prat de la Riba, 13 i 14                                 | 41° 28′ 46″ N, 2° 19′ 13″ E / 41.479326°N,2.320249°E  | IPA-35297 | Casa al carrer Prat de la Riba, 13 i 14 (el Masnou) · Vegeu més fotos d'aquest monument · Carregueu una nova foto d'aquest monument          |
| Conjunt escultòric de Llimona al cementiri del Masnou, La Fe consolant el Dolor | BCIL 2012    | Modernisme Josep Llimona i Bruguera XX                                   | El Masnou Av. Joan XXIII, 112-114, panteó de Pere Grau Maristany i Oliver | 41° 29′ 08″ N, 2° 18′ 38″ E / 41.48542°N,2.31060°E    | IPA-52864 | Conjunt escultòric de Llimona al cementiri del Masnou · Modifica el valor a Wikidata · Carregueu una nova foto d'aquest monument             |
| Casa al carrer Sant Felip, 27                                                   | BCIL 2012    | Noucentisme XX                                                           | El Masnou C. Sant Felip, 27                                               | 41° 28′ 49″ N, 2° 19′ 13″ E / 41.48025°N,2.32025°E    | IPA-52865 | Casa al carrer Sant Felip, 27 (el Masnou) · Modifica el valor a Wikidata · Carregueu una nova foto d'aquest monument                         |
| Carrer Jaume I                                                                  | BCIL 2012    | Obra popular, modernisme, noucentisme, eclecticisme                      | El Masnou C. Jaume I                                                      | 41° 28′ 53″ N, 2° 19′ 18″ E / 41.48139°N,2.32168°E    | IPA-52867 | Carrer Jaume I (el Masnou) · Modifica el valor a Wikidata · Carregueu una nova foto d'aquest monument                                        |
| Casa Francesc Cussó                                                             |              | Noucentisme XX                                                           | El Masnou C. Montgat, 9 - c. Miquel Biada, 16                             | 41° 28′ 41″ N, 2° 18′ 29″ E / 41.47808°N,2.30814°E    | IPA-53139 | Casa Francesc Cussó (el Masnou) · Carregueu una nova foto d'aquest monument                                                                  |
| Grup de cases d'Antoni Vila                                                     |              | Noucentisme XX                                                           | El Masnou C. Figueres, 18-20bis                                           | 41° 28′ 39″ N, 2° 18′ 26″ E / 41.47762°N,2.30732°E    | IPA-53140 | Grup de cases d'Antoni Vila (el Masnou) · Modifica el valor a Wikidata · Carregueu una nova foto d'aquest monument                           |
| Xalet Amèlia Castellví                                                          |              | Noucentisme XX                                                           | El Masnou C. Miquel Garriga i Roca, 3 - c. Sant Jordi                     | 41° 28′ 47″ N, 2° 18′ 23″ E / 41.47976°N,2.30635°E    | IPA-53141 | Xalet Amèlia Castellví (el Masnou) · Modifica el valor a Wikidata · Carregueu una nova foto d'aquest monument                                |